# قرار مجلس الأمن التابع للأمم المتحدة رقم 894
قرار مجلس الأمن التابع للأمم المتحدة رقم 894، المعتمد بالإجماع في 14 كانون الثاني / يناير 1994، ناقش مختلف الجوانب المتعلقة بالانتخابات العامة القادمة في جنوب أفريقيا. وذلك بعد أن أكد المجلس القرارين 765 (1992) و772 (1992) بشأن جنوب إفريقيا.
ورحب مجلس الأمن بالتقدم المحرز نحو جنوب أفريقيا ديمقراطية وغير عنصرية وموحدة، وخاصة إنشاء المجلس التنفيذي الانتقالي، واللجنة الانتخابية المستقلة، والاتفاق على دستور مؤقت. كان من المقرر إجراء الانتخابات في 27 أبريل 1994، وتم تمرير العديد من القوانين التي قدمت إطارًا قانونيًا لها. وفي غضون ذلك، أسهمت بعثة مراقبي الأمم المتحدة في جنوب أفريقيا في الحد من العنف والعملية الانتقالية، بينما أُثني على جهود منظمة الوحدة الأفريقية، ودول الكومنولث، والاتحاد الأوروبي. وطلب من الأمين العام بطرس بطرس غالي الاستعداد لدور محتمل للأمم المتحدة في العملية الانتخابية، كما تمت الإشارة إلى طلب المجلس التنفيذي الانتقالي المتعلق بضرورة وجود مراقبين دوليين لمراقبة العملية.
ووافق المجلس على توصيات بشأن حجم وولاية بعثة مراقبي الأمم المتحدة في جنوب أفريقيا فيما يتعلق بتعزيز السلام والحد من العنف، وحث جميع الأطراف في جنوب أفريقيا على الالتزام بالمبادئ الديمقراطية والمشاركة في الانتخابات. كما طالب الأطراف بضمان سلامة مراقبي الانتخابات واتخاذ تدابير لإنهاء العنف والترهيب. ورحب باعتزام الأمين العام إنشاء صندوق استئماني لتمويل المراقبين الدوليين، وقرر إبقاء المسألة قيد نظره حتى تصبح جنوب أفريقيا دولة ديمقراطية غير عنصرية وموحدة.

## روابط خارجية
- نص القرار في undocs.org